# Capucin pâle
Lonchura pallida
Espèce
Statut de conservation UICN

 LC  : Préoccupation mineure
Le Capucin pâle (Lonchura pallida) est une espèce d'oiseaux de la famille des Estrildidae.

## Distribution

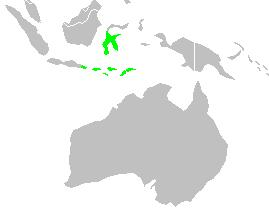
Distribution

Cette espèce se rencontre en Indonésie et au Timor oriental, dans les petites îles de la Sonde, les Moluques et à Sulawesi.